# ヤンガードリアス
ヤンガードリアス（Younger Dryas）は、更新世の終わりのヨーロッパの気候区分で、亜氷期の期間である。ヤンガードライアス、新ドリアス期とも呼ばれる。また、ヤンガードリアス期の寒冷化はヤンガードリアスイベント（YD）とも呼ばれる。

## 概要
この時期は最終氷期の終了に伴う温暖期である「ベーリング/アレレード期」と呼ばれる亜間氷期の後に 1300 ± 70 年間続いた気候寒冷期である。ヤンガードライアス期の年代は暦年代で1万2900年前 - 1万1500年前、放射性炭素年代で1万1000年前 - 1万年前とされている。ヤンガードリアス期の後は完新世の「プレボレアル期」（亜間氷期）に移行する。
英語の“Younger Dryas”は、アルプスやツンドラに生息するチョウノスケソウ（Dryas octopetala）の学名から命名された。アイルランドでは Nahanagan Stadial 、イギリスでは Loch Lomond Stadial と呼ばれている。
なお、アレレード期の前の亜氷期は「古ドリアス期」とも呼ばれ、ヤンガードリアス期のおよそ1000年前に300年ほど続いた。

## 急激な気候変化
ヤンガードリアスは、最終氷期が終わり温暖化が始まった状態から急激に寒冷化に戻った現象で、現在から1万2900年前から1万1500年前にかけて北半球の高緯度で起こった（Alley 2000）。この変化は数十年の期間で起きたとされている（Alley et. al. 1993）。グリーンランドの氷床コアGISP2の同位体データはこの間、グリーンランドの山頂部では現在よりも15℃寒冷であったことを示している（Alley et. al. 1993；Severinghaus et. al. 1998）。イギリスでは甲虫の化石から、年平均気温がおよそ－5℃に低下し、高地には氷原や氷河が形成され、氷河の先端が低地まで前進していたことが示唆される（Atkinson,T.C., et. al.,1987）。これほど規模が大きく急激な気候の変化はその後起きていない（Alley 2000）。

## 規模
ヤンガードリアスはヨーロッパに非常に大きな影響を与えたが、世界各地でも類似の現象が報告されている。
- スカンジナビアにおける、森林から氷河性のツンドラ（代表的な植生がDryas octopetala）への交代。
- 世界各地での山岳部、山脈部での氷河作用の進行もしくは降雪量の増加。
- アジアの砂漠起源の塵の地球大気中への増加。
- ナトゥーフ文化で農業が始まった原因といわれる、レバント地方の旱魃。
- 南極の氷床コアで発見された南半球のHuelmo/Mascardi Cold Reversal（寒冷期）。

しかし、南極で見られる寒冷化はヤンガードリアスの少し前に始まってほぼ同時期に終わっており、規模がグリーンランドよりも明らかに小さい。これが世界的な出来事だったとしても、この時期に南半球には氷河の前進の証拠が無いことが問題視されている。

## 原因
この原因は、現在2つ考えられている。彗星衝突による塵の影響や氷河の融解等、また1万2000年前での北大西洋における熱塩循環の弱体化によるもののいずれかが起こった、あるいは同時に起こった結果だと考えられている。
最終氷期の終了に伴う温暖化によって、それまで北大西洋中緯度までしか北上できなかった暖流のメキシコ湾流が高い緯度まで達するようになり、そこで大気中に熱を放出して沈降する。その放出された熱によりヨーロッパは高緯度まで温暖化が進み、大陸氷床は急速に縮小しつつあった。北アメリカでも氷床は後退しつつあったが、融解した氷床は現在の五大湖よりさらに巨大なアガシー湖を造って、そこからあふれた大量の淡水はミシシッピ川を通ってメキシコ湾に注いでいた。
しかし、氷床が北に後退すると共にセントローレンス川の流路が氷の下から現われ、アガシー湖の水は今度はセントローレンス川を通って北大西洋に流出するようになった。この膨大な量の淡水は、比重が海水より小さいこともあって北大西洋の表層に広がり、メキシコ湾流の北上と熱の放出を妨げた結果、ヨーロッパは再び寒冷化し、世界的に影響が及んだとされる。
ただし現在のところ、この理論ではなぜ南半球の寒冷化が先に起こったのかが説明できていない。
もっとも有力な1つの説では、北米大陸への彗星の衝突により巻き上げられた塵による寒冷化があげられ、米国のオクラホマ州、ミシガン州、サウスカロライナ州、カナダ・アルバータ州などで、その証拠となる極小のダイヤモンドが約1万3000年前の地層から発見されている。なおグリーンランドのハイアワサ氷河下でも、300万年前から1万2000年前の間に形成されたと思われるクレーターの存在が確認されており、こちらでは彗星衝突時に出来る衝撃石英が発見されている。追加研究によると衝突クレーターは5800万年前のものであり、ヤンガードリアスと関係がないことがわかった。暁新世の温暖化とも考えられるが時期的にも200万年のズレがある。

## ヤンガードリアスの終了
氷床コアGISP2の酸素同位体の分析から、ヤンガードリアスの終了は40 - 50年の間にそれぞれ5年程度の3つの段階を経て起きたと考えられている。塵や雪の堆積速度などの他の指標から、数年で7℃という非常に急激な温暖化が起こったことを示している（Alley,R.B.,2000；Alley et. al.,1993；Sissons, J.B.,1979；Alley,R.B., et. al.,1993；Dansgaard,W.,et. al.,1989）。
この年代は様々な手法で推定されているが、紀元前9600年頃（補正後現在から11550年前。紀元前1万年前に放射性炭素の値が平坦な《上昇も低下もしない比較的変動の少ない時期》があるため。詳しくは放射性炭素年代測定参照）と言われている。現在のところ最も有効な説では以下のものがある。
- 11530±50 BP - グリーンランドGRIP氷床コア
- 11530+40
−60 BP - ノルウェー西部、Kråkenes湖
- 11570 BP - ベネズエラ、カリアコ海盆堆積物コア
- 11570 BP - ドイツ、オーク/松の年輪学
- 11640±280 BP - グリーンランドGISP2氷床コア

BPは before present（現在から～年前）の略。なおBPを使用する場合、「現在」を紀元後1950年とすることが国際的に取り決められている。

## ヤンガードリアスと農耕の開始
ヤンガードリアスはしばしば西アジアでの農耕の開始と関連付けられる（Bar-Yosef,O.and A.Belfer-Cohen,2002）。寒冷化と乾燥化がその地域の環境収容力の低下をもたらして前期ナトゥーフ時代の住民の生活様式を変化させ、更なる気候の悪化によって食料を生産する必要性が生じたという説がある。一方、この寒冷化が終わったことが農業の開始と関係するという説（Munro,N.D.,2003）もあり、この問題については議論が続いている。シリアのテル・アブ・フレイラ遺跡（11050BP, 紀元前9050年頃）では最古級の農耕の跡（ライムギ）が発見されている。